# Eperiella
Eperiella là một chi nhện trong họ Micropholcommatidae.